# First Satanic Church
First Satanic Church blev stiftet den 31. oktober 1999 af Karla LaVey for at videreføre arven efter sin far, Anton LaVey, forfatter af Satans bibel.

## Historie
På Valborgsaften, 30. april 1966 grundlagde Anton LaVey den "The Satanic Church" (som han senere skulle omdøbe til "Church of Satan"). Efter hans død i 1997 kom Church of Satan under en ny administration og dets hovedkvarter blev flyttet til New York.
LaVeys datter, Karla LaVey, følte det at var skadeligt for sin fars arv. Karla LaVey (gen)grundlagde First Satanic Church og fortsætter med at lede den fra San Francisco, Californien, meget på samme måde, som hendes far havde kørt organisationen, da han var i live.